# Waldenøya

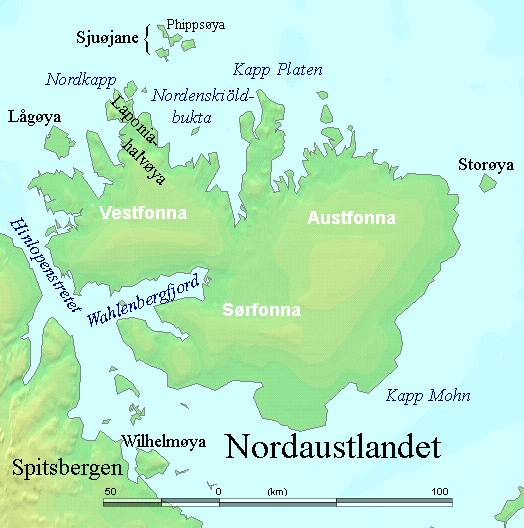
Lägeskarta

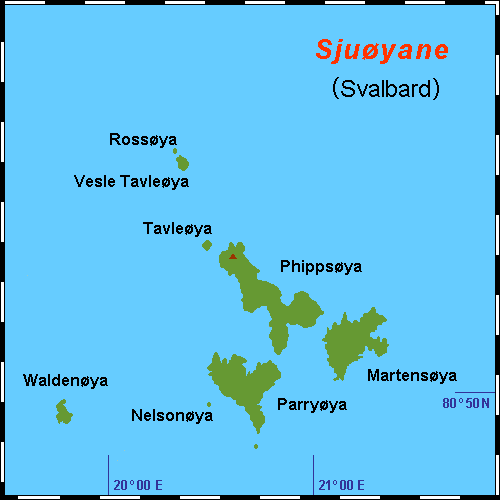
Sjuöarna.

Waldenøya (svenska: Waldenön) är en klippö i ögruppen Sjuöarna i nordöstra Svalbard. Ögruppen är det nordligaste området i Svalbard och en av Svalbards ytterpunkter .

## Geografi
Waldenøya ligger cirka 350 km nordöst om Longyearbyen och cirka 50 km norr om Nordaustlandet vid Nordenskiöldbukta i Norra ishavet.
Ön ligger cirka 25 km sydväst om huvudön Phippsøya som den västligaste ön i gruppen. Den högsta höjden är på cirka 175 m ö.h.
Förvaltningsmässigt ingår den obebodda Waldenøya i naturreservatet Nordaust-Svalbard naturreservat .

## Historia
Sjuöarna upptäcktes möjligen redan 1618 av holländska valfångare från Enkhuizen.
Waldenøya namngavs efter brittiske besättningsmannen John Walden  som deltog i den engelska polarexpeditionen 1773 med fartygen "HMS Racehorse" och "HMS Carcass" under ledning av Constantine John Phipps . Walden tjänstgjorde som midshipman ombord på Racehorse och landsteg på ön den 5 augusti 1773.
1871 passerades ön av brittiske Benjamin Leigh Smith under dennes första polarexpedition  med fartyget "Samson".
1894  förliste fartyget "Ragnvald Jarl" vid ön under en forskningsexpedition efter att besättningen med bland andra norrmännen Bjørvig och Wellman gått iland .
1973 inrättades Nordaust-Svalbard naturreservat .